# Список глав государств в 266 году
Список глав государств в 265 году — 266 год — Список глав государств в 267 году — Список глав государств по годам

## Африка
- Мероитское царство (Куш):
  - Текеридеамани, царь (246 — 266)
  - Тамелердеамани, царь (266 — 286)

## Азия
- Вакатака — Виндхиасакти, император (250 — 270)
- Гассаниды — Амр I ибн Джафна, царь (265 — 270)
- Гупта — Шри Гупта, махараджа (240 — 280)
- Дханьявади — Тюрия Патипат, царь[англ.] (245 — 298)
- Западные Кшатрапы — Рудрасена II, махакшатрап (255 — 277)
- Иберия — Аспаруг I, царь (265 — 284)
- Китай (Период Троецарствия):
  - Западная Цзинь — У-ди (Сыма Янь), император (265 — 290)
  - У — Сунь Хао, император (264 — 280)
- Корея (Период Трех государств):
  - Конфедерация Кая — Мапхум, ван (259 — 291)
  - Когурё — Юнгчхон, тхэван (248 — 270)
  - Пэкче — Кои, король (234 — 286)
  - Силла — Мичху, исагым (262 — 284)
- Кушанское царство — Канишка III, царь (255 — 275)
- Паган — Хти Мин Ин, король[англ.] (242 — 299)
- Персия (Сасаниды) — Шапур I, шахиншах (241 — 272)
- Раджарата — Готабхайя, король (254 — 267)
- Тоба — Тоба Ливэй, вождь (219 — 277)
- Чера — Перумкадунго, царь (257 — 287)
- Япония — Дзингу Кого, регент (201 — 269)

## Европа
- Боспорское царство:
  - Рескупорид V, царь (240 — 276)
  - Синг, царь (258 — 276)
- Ирландия:
  - Кормак мак Арт, верховный король (226 — 266)
  - Эохайд Гоннат, верховный король (266 — 267)
- Римская империя:
  - Галлиен, римский император (253 — 268)
  - Галлиен, консул (266)
  - Сабинилл, консул (266)
  - Пальмирское царство — Оденат, царь (260 — 267)
- Галльская империя — Постум, император (260 — 269)

## Галерея
- Галлиен 
 253—268 
 Император Римской империи
- Шапур I 
 241—272 
 Шахиншах Персии
- Постум 
 260—269 
 Император Галльской империи
- Оденат 
 260—269 
 Царь Пальмиры
- У-ди 
 265—290 
 Император Западной Цзинь
- Дзингу 
 201—269 
 Императрица Японии